# Whomp
Whomp is een personage uit de Mariospellen.

## Karakteromschrijving
Whomp is een grijs stuk steen, die Mario kan pletten. Hij is een lopende variant van Thwomp. Whomp heeft rode ogen en paarse schoenen. Als Mario dicht bij hem gaat staan, zal hij naar beneden vallen. Later staat hij weer op. Whomp is alleen verslaanbaar met een Ground Pound of een Mega Mushroom. Hij maakte zijn debuut in Super Mario 64, waarin hij een vijand was. Dit was ook zo in Mario Party 5, Super Mario 64 DS, Mario Party Advance, New Super Mario Bros., New Super Mario Bros. Wii, Super Mario Galaxy 2 en Paper Mario Sticker Star. In Super Mario Galaxy 2 heeft Whomp een ander uiterlijk gekregen.